# Tillandsia 'Gusher'
Tillandsia 'Gusher' es un  cultivar híbrido del género Tillandsia perteneciente a la familia  Bromeliaceae.
Es un híbrido creado  con las especies Tillandsia limbata × Tillandsia polystachia.